# Ricky Cheng A June
Ricky Cheng A June is een Surinaams componist. Hij deed meerdere keren mee aan SuriPop en won het componistenfestival in 1992.

## Biografie
Hij was de componist van het nummer Arki mi, waarop Howard Cheng A June de tekst schreef. Het lied werd in 1990 door Gerold Limon gezongen tijdens SuriPop maar viel niet in de prijzen.
In 1992 zonden Ricky en Howard Cheng het nummer Den momenti sondro yu in en werden deze keer de winnaars van het festival. Hun lied werd gezongen door Ruben del Prado.
Met Clint Fazal Alikhan schreef hij het nummer Swit tanpe. Op 15 augustus 2019 werd het nummer uit 82 inzendingen bekroond met een plaats in de finale van SuriPop in augustus 2020. Het festival werd in april 2020 echter afgelast omdat de coronacrisis in Suriname uitgebroken was. Toen SuriPop XXI in 2022 doorging, wonnen ze de tweede prijs met het lied.